# Vita sancti Wilfrithi
La Vita Sancti Wilfrithi (Vida de Sant Wilfrid) és un text hagiogràfic del segle VIII en el qual s'explica la vida del bisbe de Northumbria Wilfrid de York. Tot i que es tracta d'una hangiografia, aprofundeix molt en els problemes polítics relacionats amb l'església de Northumbria i la història dels monestirs de Ripon i Hexham.
L'obra forma part d'una col·lecció de fonts històriques escrites entre finals del segle vii i principis del viii, on s'inclouen el text anònim Vita Sancti Cuthberti, les obres de Beda el Venerable i la Vita Sancti Columbae d'Adamnà. Tant en aquesta obra com en les altres, la cristianització de la Gran Bretanya es tracta amb detall i serveixen per a documentar el període històric anterior al regnat d'Alfred el Gran.

## Datació i atribució
Al prefaci de la Vita Sancti Wilfrithi, l'autor revela que és un sacerdot i que s'anomena Stephen. Els escriptors moderns el van anomenar "Eddius Stephanus", segons una cita que data del segle xvii, tot i que avui molts historiadors neguen aquesta atribució, considerant-la indeguda. Aquest equívoc es deu al fet que a la Vita Sancti Wilfrithi s'explica que entre 666 i 669, Wilfrit va acompanyar dos mestres de cant de Kent a Ripon, Ædde i Æona. Beda també menciona a Ædde, quan escriu que "Ædde, també conegut com a Stephen", havia estat dirigit a Northumbria per Wilfrit i havia estat el primer cantant entre els pobles d'aquest país. Tanmateix molts historiadors moderns consideren que aquesta història no té cap fonament.
La Vita Sancti Wilfrithi va ser escrita aproximadament entre els anys 709, any de la mort de Wilfrit, i el 720. Aquesta última data és una aproximació a la data de creació de la Vita Sancti Cuthberti, un text en el qual hi ha referències a la Vita Sancti Wilfrithi. Altres fonts indiquen el 716 com a l'any creació d'aquesta obra.

## Trama
La Vita Sancti Wilfrithi narra la vida i la carrera eclesiàstica de Wilfrit, des de la seva joventut fins a la seva mort, amb breus apunts sobre els dos principals monestirs del sant, Ripon i Hexham. El text narra amb detall l'elecció d'adolescent de ser un home de l'església, les seves baralles amb Teodor, arquebisbe de Canterbury, els seus viatges entre Anglaterra i Roma, la seva participació en els sínodes i la seva mort. El text dedica més d'un terç del seu contingut als "èxits de Northúmbria", mentre que dedica molt menys espai al període en què el sant va servir com a bisbe de York (686-691) o les seves activitats a Mèrcia. Com en moltes altres hagiografies que es van escriure mentre el protagonista era a punt de morir, en aquesta obra s'hi citen pocs miracles,.